# Микроспора
Микроспора је хаплоидна ћелија копнених биљака, која настаје мејотичком деобом ћелија у микроспорангијама. Прва је ћелија мушког гаметофита. Код голосеменица и скривеносеменица, од микроспора настају поленова зрна.